# Campeonato Paraguaio de Futebol de 2005
O Campeonato Paraguaio de Futebol de 2005 foi o nonagésimo quinto torneio desta competição. Participaram dez equipes. O Club Sol de América e o Club Sport Colombia foram rebaixados. Os três primeiros colocados do torneio representariam o Paraguai na Copa Libertadores da América de 2006. O campeão do primeiro turno (Apertura) e o vencedor da terceira fase (Liguilla) são classificados para a Copa Sul-Americana de 2005. O sistema de competição era um Apertura e Clausura, porém, com o vencedor do Apertura jogando a finalíssima com o vencedor do Clausura.
| Equipe                      | Cidade          | Departamento     | No ano anterior                                                           | Estádio                        | Capacidade | Títulos                                                 | Participações |
| --------------------------- | --------------- | ---------------- | ------------------------------------------------------------------------- | ------------------------------ | ---------- | ------------------------------------------------------- | ------------- |
| Club Cerro Porteño          | Assunção        | Distrito Capital | Campeão                                                                   | Estádio General Pablo Rojas    | 32.910     | 26 (último em 2004)                                     | 87            |
| Club Guaraní                | Assunção        | Distrito Capital | Lugar                                                                     | Estádio Rogelio Livieres       | 6.000      | 9 (1906,1907, 1921, 1923, 1949, 1964, 1967, 1969, 1984) | 94            |
| Club Olimpia                | Assunção        | Distrito Capital | Lugar                                                                     | Estádio Manuel Ferreira        | 15.000     | 38 (último em 2000)                                     | 95            |
| Club Sportivo Luqueño       | Luque           | Central          | Lugar                                                                     | Estádio Feliciano Cáceres      | 25.000     | 2 (1951,1953)                                           | 71            |
| 12 de Octubre Football Club | Itauguá         | Central          | Lugar                                                                     | Estádio Juan Canuto Pettengill | 8.000      | 0 (não possui)                                          | 9             |
| Club Libertad               | Assunção        | Distrito Capital | Vice Campeão                                                              | Estádio Dr. Nicolás Leoz       | 10.000     | 9 (1910, 1920, 1930,1943, 1945, 1955, 1976,2002,2003, ) | 90            |
| Tacuary Football Club       | Assunção        | Distrito Capital | Lugar                                                                     | Estádio Roberto Bettega        | 6.000      | 0 (não possui)                                          | 3             |
| Club Nacional               | Assunção        | Distrito Capital | Lugar                                                                     | Estádio Arsenio Erico          | 4.000      | 6 (1909, 1911, 1924, 1926, 1942, 1946)                  | 88            |
| Club Atlético 3 de Febrero  | Ciudad del Este | Alto Paraná      | Campeão do Campeonato Paraguaio de Futebol de 2004 - Segunda Divisão      | Estádio Antonio Oddone Sarubbi | 28.000     | 0 (não possui)                                          | 1             |
| General Caballero           | Assunção        | Distrito Capital | Vice Campeão do Campeonato Paraguaio de Futebol de 2004 - Segunda Divisão | Estádio Hugo Vaceque Bogado    | 5.000      | 0 (não possui)                                          | 14            |

## Premiação
| Campeonato Paraguaio 2005 Primeira Divisão |
| Assunção                                   |
| ------------------------------------------ |
| Club Cerro Porteño Campeão (27º título)    |